# Новооткустино
Новооткустино, Ново-Откустино (баш. Яңы Иткүсте) — упраздненная в 1986 году деревня Тегерменевского сельсовета Караидельского района Башкирской АССР. Ныне находится на территории Артакульского сельсовета Караидельского района Республики Башкортостан.

## История
Новооткустино появилось в начале 20 века. Деревня — выселок первоначально марийской д. Откусино, в которой по договору башкир Байкинской тюбы Сунларской волости от 10 июня 1794 г. были припущены марийцы сроком на 100 лет с условием уплаты вотчинникам оброка ежегодно. Другая их группа была принята башкирами в 1818 г. Новая деревня под названием Новооткустино зафиксирована в 1920 г. В ней насчитывалось 16 дворов и 110 башкир.
Исключена из учётных данных Указом Президиума ВС Башкирской АССР от 12.12.1986 N 6-2/396 «Об исключении из учётных данных некоторых населенных пунктов»).

## Географическое положение
В 1952 году д. Ново-Откустино входила в Тегерменевский сельсовет Байкибашевского района, находилась в 11 км от райцентра села Байкибашево, в 5 км от центра сельсовета — с. Тегерменево и в 65 км от железнодорожной станции Щучье Озеро.

## Население
В 1959, 1970 годах учитывалась как татарская деревня, в 1979 — как башкирская.